# Jürgen Werner (cyclisme)
Jürgen Werner (né le 20 juillet 1970 à Zwickau) est un coureur cycliste allemand, professionnel de 1994 à 2002.

## Palmarès
- 1988
  -  Médaillé de bronze du championnat du monde de poursuite par équipes juniors
- 1990
  - Prologue du Tour de Norvège
  - 3e du Tour de Belgique amateurs
- 1991
  - 12e étape du Tour du Mexique
- 1992
  - 3e et 8e étapes du Tour de Bavière
  - 3e du championnat d'Allemagne de poursuite par équipes amateurs
- 1993
  - 6e étape du Tour de Bavière
- 1994
  - 10e étape du Tour du Mexique
- 1995
  - Tour de Sebnitz
  - 4e de Paris-Tours
- 1997
  - 3e du Coca-Cola Trophy
- 1998

  - 6e étape de la Course de la Paix
  - Erzgebirgsrundfahrt
  - 2e du Coca-Cola Trophy
  - 3e du Tour de Saxe
  - 3e de la Vuelta a la Independencia Nacional
- 1999
  - 6e étape du Tour de Basse-Saxe
  - 2e étape du Tour de Saxe
  - 10e de la HEW Cyclassics
- 2000
  - Rund um Düren
- 2002
  - Prologue de la Jadranska Magistrala
  - 4e étape du Tour de Saxe
  - 3e du Tour de Saxe

## Résultats sur les grands tours

### Tour d'Espagne
2 participations
- 1996 : 67e, vainqueur du classement des metas volantes
- 1997 : 103e